# Церковь Михаила Архангела (Порозово)
Церковь Михаила Архангела (бел. Касцёл Міхаіла Арханёла) — католический храм в городском посёлке Порозово, Гродненская область, Белоруссия. Относится к Волковысскому деканату Гродненского диоцеза. Памятник архитектуры в стиле классицизма, построен в 1825—1828 годах. Включён в Государственный список историко-культурных ценностей Республики Беларусь.

## История
Порозово известно с XV века как королевское местечко Волковысского повета Новогрудского воеводства Великого княжества Литовского. В 1523 году получило магдебургское право, а в 1616 году — герб.
В 1560 году здесь основан католический приход. В 1825—1828 годах построен каменный католический храм Михаила Архангела. В советское время не закрывался.

## Архитектура
Прямоугольное в плане здание накрыто двускатной крышей. Главный фасад завершен треугольным фронтоном. Стены сложены из обтёсанного камня.
Интерьер зальный, потолок — плоский, деревянный. Вдоль западной стены — хоры. Интерьер украшают резные алтари, кафедра, полихромная деревянная скульптура (XVIII век). В надвратной звоннице сохранился отлитый в 1749 колокол с сюжетной гравировкой.